# Corbeau
Corbeau is een wijk in Châtelineau, een deelgemeente van de Belgische stad Châtelet in de provincie Henegouwen. De wijk ligt in het uiterste westen van de deelgemeente, tegen de grens met Gilly en Charleroi, waarmee het vergroeid is. Corbeau ligt de ringsnelweg R3 rond Charleroi, die de wijk scheidt van de rest van Châtelineau.

## Geschiedenis
De Vandermaelenkaart uit het midden van de 19de eeuw toont hier nog een gebied met weinig bebouwing langs de steenweg van Châtelet naar Gilly, waarlangs een herberg is aangeduid, de Auberge le Corbeau. De kaart toont in de omgeving al verschillende mijnschachten.
In 1906-1907 werd in de wijk Corbeau een kerk opgetrokken, ontworpen door Valentin Vaerwyck.

## Bezienswaardigheden
- De Église Sainte-Marie, een neoromaanse kerk van Valentin Vaerwyck

## Verkeer en vervoer
Door de wijk loopt de N569 van Châtelet naar Gilly. De weg heeft er een op- en afrit met de snelweg R3, de grote ringweg rond Charleroi.
Deelgemeenten: Bouffioulx · Châtelet · Châtelineau

Overige gehuchten en wijken: Boubier · Chamborgneau · Corbeau · Faubourg · Taillis Pré

Belgische gemeenten · Arrondissement Charleroi · Henegouwen · Wallonië